# Zé Carlos (ur. 1943)
Zé Carlos, właśc. José Carlos Gaspar Ferreira (ur. 7 września 1943 w Rio de Janeiro) – piłkarz brazylijski grający na pozycji środkowego obrońcy.

## Kariera klubowa
Zé Carlos karierę piłkarską rozpoczął w 1961 roku w Botafogo FR, w którym występował do końca kariery, którą zakończył w 1969. Z klubem z Rio de Janeiro dwukrotnie zdobył mistrzostwo stanu Rio de Janeiro – Campeonato Carioca w 1967, 1968, Torneio Rio-São Paulo w 1964, 1966 oraz Taça Brasil w 1968 roku.

## Kariera reprezentacyjna
19 września 1967 w Santiago Zé Carlos jedyny raz wystąpił w reprezentacji Brazylii w wygranym 1-0 towarzyskim meczu przeciwko reprezentacji Chile.
W 1963 roku Zé Carlos z reprezentacją olimpijską uczestniczył w Igrzyskach Panamerykańskich, na których Brazylia zdobyła złoty medal. Na turnieju w São Paulo Zé Carlos wystąpił w trzech meczach z Urugwajem, Chile i Argentyną.